# Kolonia Młodzowy
Kolonia Młodzowy – historyczna część miasta Radomska położona w jego północno-zachodniej części, w rejonie ul. Północnej. Do 1954 samodzielna miejscowość.

## Historia
Kolonia Młodzowy to dawna kolonia. Do 1954 należała do gminy Radomsk (Noworadomsk) w powiecie radomszczańskim (1867–1922 pn. noworadomski), początkowo w guberni piotrkowskiej, a od 1919 w woj. łódzkim. Tam 2 listopada 1933 kolonia i folwark Młodzowy utworzyły gromadę o nazwie Kolonja Młodzowy w gminie Radomsk.
Podczas II wojny światowej Kolonię Młodzowy włączono do Generalnego Gubernatorstwa (dystrykt radomski, Landkreis Radomsko, gmina Radomsko). W 1943 roku liczba mieszkańców wynosiła 965 mieszkańców. Po wojnie w województwie łódzkim, jako jedna z 16 gromad gminy Radomsko w powiecie radomszczańskim.
4 października 1954, w związku z reformą znoszącą gminy, gromadę Młodzowy kolonia włączono do Radomska.